# Tribuna

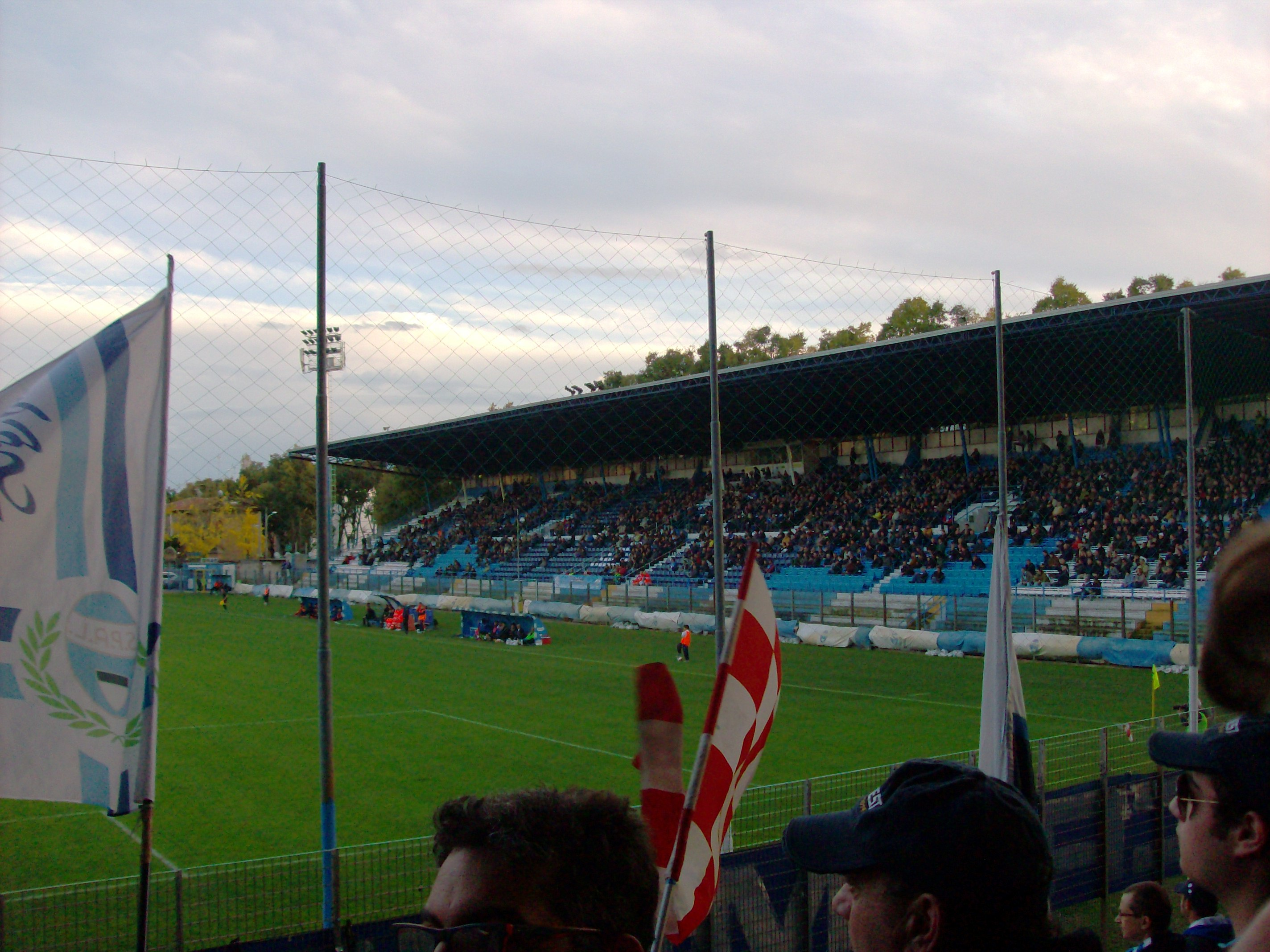
Tribuna dello Stadio Paolo Mazza di Ferrara

Una tribuna è un elemento architettonico che riserva uno spazio a una determinata categoria di persone. Il suo nome deriva dal latino tribunal, che indicava il palco da cui parlavano i tribuni.

## Antica Roma
Il lemma è mutuato dal latino medievale "tribuna", a sua volta derivato dal latino classico "tribunal".
Era il termine dato all'abside semicircolare della basilica romana, con un palco sopraelevato, dove sedeva il magistrato presidente. In seguito fu applicato generalmente a ogni struttura sopraelevata da cui erano proclamati discorsi, o al palco privato per l'imperatore nel Circo Massimo.

## Era cristiana

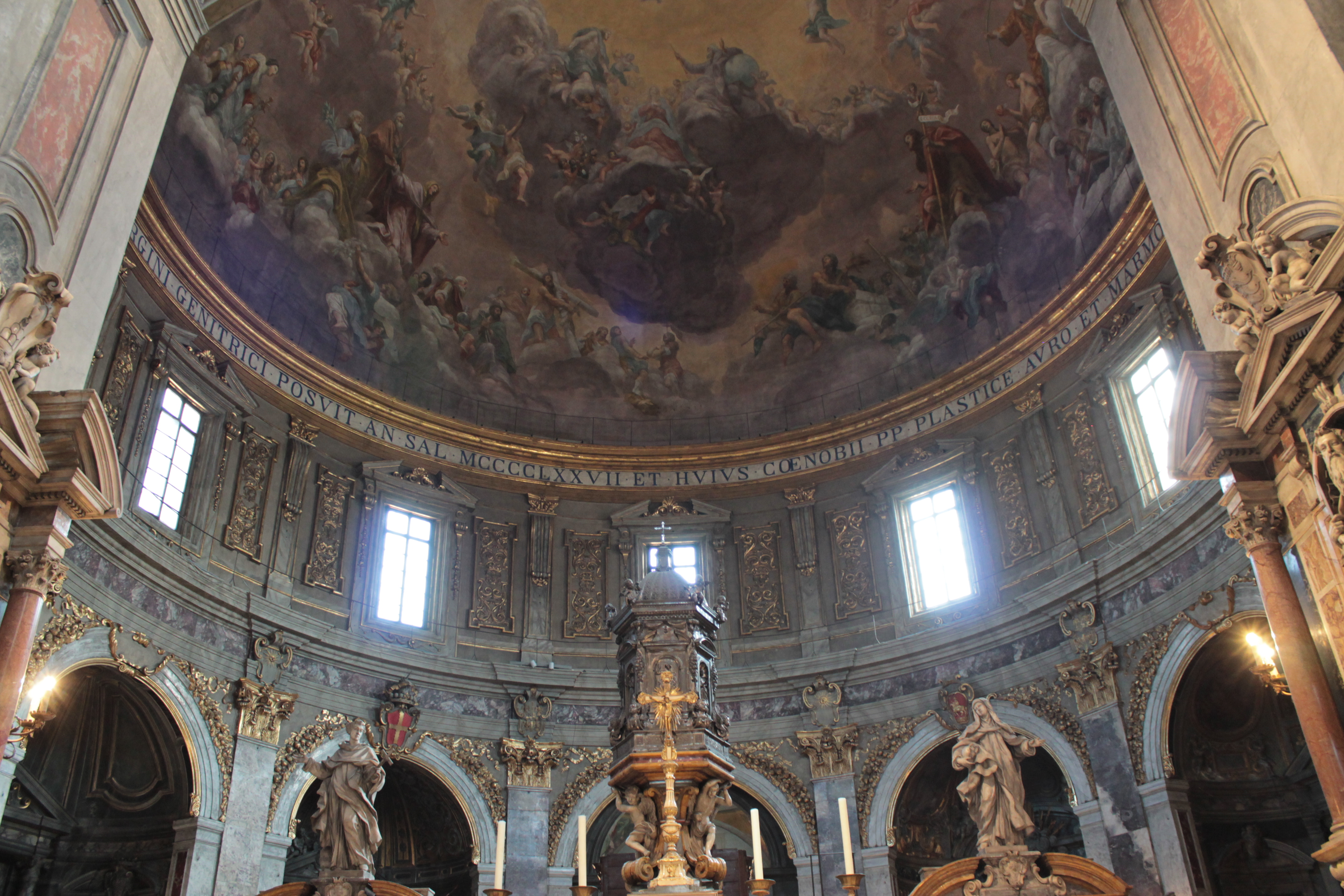
Firenze, tribuna della Basilica della Santissima Annunziata

Nelle basiliche cristiane il termine è associato alla rientranza dietro al coro, come ad esempio nella Chiesa di San Clemente, a Sant'Apollinare in Classe, nella Basilica di San Zeno, a San Miniato o in altre chiese.
Il termine è anche genericamente applicato ad altri spazi rialzati sia in edifici ecclesiastici che secolari, nel primo caso definito a volte come pulpito, come nel refettorio di San Martino dei Campi.

## Era contemporanea
Nell'architettura contemporanea, per tribuna si intende una struttura, sopraelevata rispetto al piano di calpestio, da cui è dato seguire un evento, sia religioso che civile: alla stessa stregua della galleria, della balconata o del triforio, è ad esempio tale il palco in cui sono accolti gli spettatori di un campo sportivo. Tuttavia il vecchio impiego del termine è rimasto per quelle aule parlamentari in cui - come al Congresso dei Deputati di Madrid ovvero nelle aule di palazzo Borbone o di palazzo del Lussemburgo a Parigi - l'oratore è chiamato a parlare in piedi da una struttura collocata sotto il banco di Presidenza, nell'emiciclo.